# Jeffry Puriël
Jeffry Puriël (Amsterdam, 16 novembre 2002) è un calciatore olandese di Bonaire, attaccante dello Spakenburg e della nazionale bonairiana.

## Carriera

### Club
Puriel è cresciuto nel settore giovanile dell'Almere City ed ha debuttato in prima squadra il 15 novembre 2020 nell'incontro di Eerste Divisie perso 7-2 contro il Cambuur. Ha firmato il suo primo contratto professionistico il 20 luglio 2021.
Ha segnato il suo primo gol il 4 febbraio 2022 nella trasferta pareggiata 2-2 contro il Dordrecht.

### Nazionale
Nel settembre del 2024 ha ricevuto la prima convocazione con la nazionale bonairiana. Ha debuttato il 6 settembre nell'incontro di CONCACAF Nations League pareggiato 1-1 contro Saint Vincent e Grenadine.

## Statistiche

### Presenze e reti nei club
Statistiche aggiornate al 9 settembre 2024.
| Stagione                | Squadra                 | Campionato              | Campionato | Campionato | Coppe nazionali | Coppe nazionali | Coppe nazionali | Coppe continentali | Coppe continentali | Coppe continentali | Altre coppe | Altre coppe | Altre coppe | Totale | Totale | Totale |
| Stagione                | Squadra                 | Comp                    | Pres       | Reti       | Comp            | Pres            | Reti            | Comp               | Pres               | Reti               | Comp        | Pres        | Reti        | Pres   | Reti   |        |
| ----------------------- | ----------------------- | ----------------------- | ---------- | ---------- | --------------- | --------------- | --------------- | ------------------ | ------------------ | ------------------ | ----------- | ----------- | ----------- | ------ | ------ | ------ |
| 2023-2024               | Jong Almere City        | 2D                      | 22         | 4          | -               | -               | -               | -                  | -                  | -                  | -           | -           | -           | 22     | 4      |        |
| 2024-2025               | Jong Almere City        | 2D                      | 2          | 0          | -               | -               | -               | -                  | -                  | -                  | -           | -           | -           | 2      | 0      |        |
| Totale Jong Almere City | Totale Jong Almere City | Totale Jong Almere City | 24         | 4          |                 | -               | -               |                    | -                  | -                  |             | -           | -           | 24     | 4      |        |
| 2020-2021               | Almere City             | 1D                      | 2          | 0          | CO              | 0               | 0               | -                  | -                  | -                  | -           | -           | -           | 2      | 0      |        |
| 2021-2022               | Almere City             | 1D                      | 30         | 4          | CO              | 1               | 0               | -                  | -                  | -                  | -           | -           | -           | 31     | 4      |        |
| 2022-2023               | Almere City             | 1D                      | 1          | 0          | CO              | 0               | 0               | -                  | -                  | -                  | -           | -           | -           | 1      | 0      |        |
| 2023-2024               | Almere City             | ED                      | 1          | 0          | CO              | 1               | 0               | -                  | -                  | -                  | -           | -           | -           | 2      | 0      |        |
| 2024-2025               | Almere City             | ED                      | 1          | 0          | CO              | 0               | 0               | -                  | -                  | -                  | -           | -           | -           | 1      | 0      |        |
| Totale Almere City      | Totale Almere City      | Totale Almere City      | 35         | 4          |                 | 2               | 0               |                    | -                  | -                  |             | -           | -           | 37     | 4      |        |
| Totale carriera         | Totale carriera         | Totale carriera         | 59         | 8          |                 | 2               | 0               |                    | -                  | -                  |             | -           | -           | 61     | 8      |        |

### Cronologia presenze e reti in nazionale
| Cronologia completa delle presenze e delle reti in nazionale ― Bonaire | Cronologia completa delle presenze e delle reti in nazionale ― Bonaire | Cronologia completa delle presenze e delle reti in nazionale ― Bonaire | Cronologia completa delle presenze e delle reti in nazionale ― Bonaire | Cronologia completa delle presenze e delle reti in nazionale ― Bonaire | Cronologia completa delle presenze e delle reti in nazionale ― Bonaire | Cronologia completa delle presenze e delle reti in nazionale ― Bonaire | Cronologia completa delle presenze e delle reti in nazionale ― Bonaire |
| Data                                                                   | Città                                                                  | In casa                                                                | Risultato                                                              | Ospiti                                                                 | Competizione                                                           | Reti                                                                   | Note                                                                   |
| ---------------------------------------------------------------------- | ---------------------------------------------------------------------- | ---------------------------------------------------------------------- | ---------------------------------------------------------------------- | ---------------------------------------------------------------------- | ---------------------------------------------------------------------- | ---------------------------------------------------------------------- | ---------------------------------------------------------------------- |
| 6-9-2024                                                               | Rincon                                                                 | Bonaire                                                                | 1 – 1                                                                  | Saint Vincent e Grenadine                                              | CONCACAF Nations League 2023-2024                                      | -                                                                      |                                                                        |
| 9-9-2024                                                               | Rincon                                                                 | Bonaire                                                                | 1 – 2                                                                  | El Salvador                                                            | CONCACAF Nations League 2023-2024                                      | -                                                                      |                                                                        |
| Totale                                                                 |                                                                        | Presenze                                                               | 2                                                                      |                                                                        | Reti                                                                   | 0                                                                      |                                                                        |